# Venezolaanse voetbalbond
De Federación Venezolana de Fútbol (afkorting: FVF) is de Venezolaanse voetbalbond die werd opgericht op 19 januari 1926. De bond organiseert het Venezolaans voetbalelftal en het professionele voetbal in Venezuela (onder andere de Primera División). De president is Rafael Melo Esquivel, het hoofdkantoor is gezeteld in Caracas. De FVF is aangesloten bij de FIFA sinds 1952.
Op 3 juni 2015 doorzoeken agenten het bondskantoor in opdracht van de openbaar aanklager in Caracas, omdat Venezuela ook betrokken was geraakt bij het omkoopschandaal binnen de wereldvoetbalbond FIFA. Een week eerder al werd bondsvoorzitter Rafael Esquivel (68) in Zürich opgepakt op verdenking van omkoping en corruptie, samen met zes andere kopstukken van de FIFA. Esquivel kreeg een voorlopige schorsing van de ethische commissie van de FIFA: hij mocht tot nader order geen voetbalgerelateerde werkzaamheden meer verrichten.